# Chráněná krajinná oblast Labské pískovce
Chráněná krajinná oblast Labské pískovce (CHKO Labské pískovce, pol. Obszar Chronionego Krajobrazu Łabskie Piaskowce) – obszar chronionego krajobrazu w Czechach.

## Położenie
CHKO Labské pískovce położony jest w północnych Czechach na Wyżynie Dieczyńskiej. Rozciąga się między miejscowościami Petrovice na zachodzie i Chřibská na wschodzie, na południu graniczy z Czeskim Średniogórzem a na północy z Parkiem Narodowym Czeska Szwajcaria i Niemcami, oraz ze Szwajcarią Saksońską.

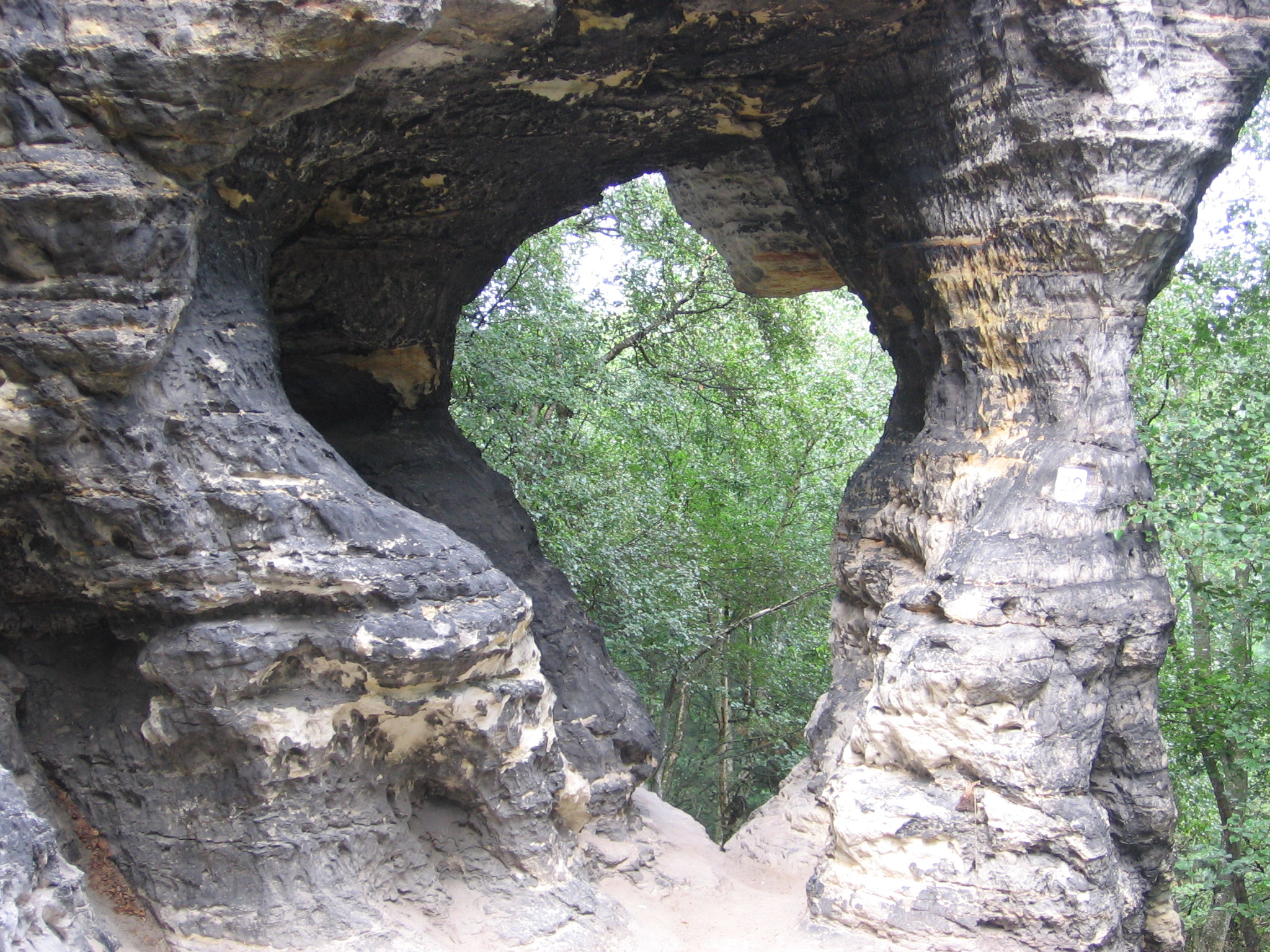
Forma skalna Afryka położona w Parku Krajobrazowym Łabskie Piaskowce

## Charakterystyka
Obszar chronionego krajobrazu o powierzchni 32 302 ha utworzono 27 czerwca 1972 roku, w celu ochrony form skalnych i rozległych obszarów o charakterystycznej krawędziowej rzeźbie terenu i naturalnych ekosystemach. Obejmuje swym zasięgiem całą Wyżynę Dieczyńską. Tworzy go pagórkowaty teren, wraz ze znajdującymi się w ich obrębie licznymi formami skalnymi, wzniesieniami, utworami geologicznymi i skalnymi, korytarzami ekologicznymi oraz wartościowymi krajobrazowo terenami, o różnych ekosystemach. Z północnej części Łabskich Piaskowców 1 stycznia 2000 roku wydzielono obszar, na którym utworzono Park Narodowy Czeska Szwajcaria. Powierzchnia CHKO Labské pískovce wynosi obecnie 24 300 ha.
Łabskie Piaskowce tworzą oddzielne człony, które ciągną się od wschodnich obrzeży Petrovic, aż po Chřibská na wschodzie. Obszar w wielu miejscach poprzecinany jest dolinami rzek, tworząc system odrębnych masywów o charakterystycznym krajobrazie dla gór płytowych. Specyficzne piętno nadają krajobrazowi formy skalne, przełomy rzek, stożkowe wzniesienia oraz architektura.
Na terenie obszaru występują pomniki przyrody, ożywionej i nieożywionej oraz ich skupiska, chronione ze względu na szczególne wartości naukowe, architektoniczne kulturowe, historyczno-pamiątkowe i krajobrazowe. Odznaczające się indywidualnymi cechami, które wyróżniane są wśród innych utworów, w szczególności są to drzewa i krzewy, roślinność, skałki, jary, głazy, doliny i przełomy rzeczne, oraz urwiska i formy skalne.
Na obszarze występuje kilka typów siedlisk, szczególnie cenne są urwiska skalne, doliny i przełomy rzeczne oraz obszary leśne, łąki i zarośla.
Obszar chronionego krajobrazu stanowi częściową naturalną otulinę Parku Narodowego Czeska Szwajcaria.